# Hôtel d'Angennes de Rambouillet

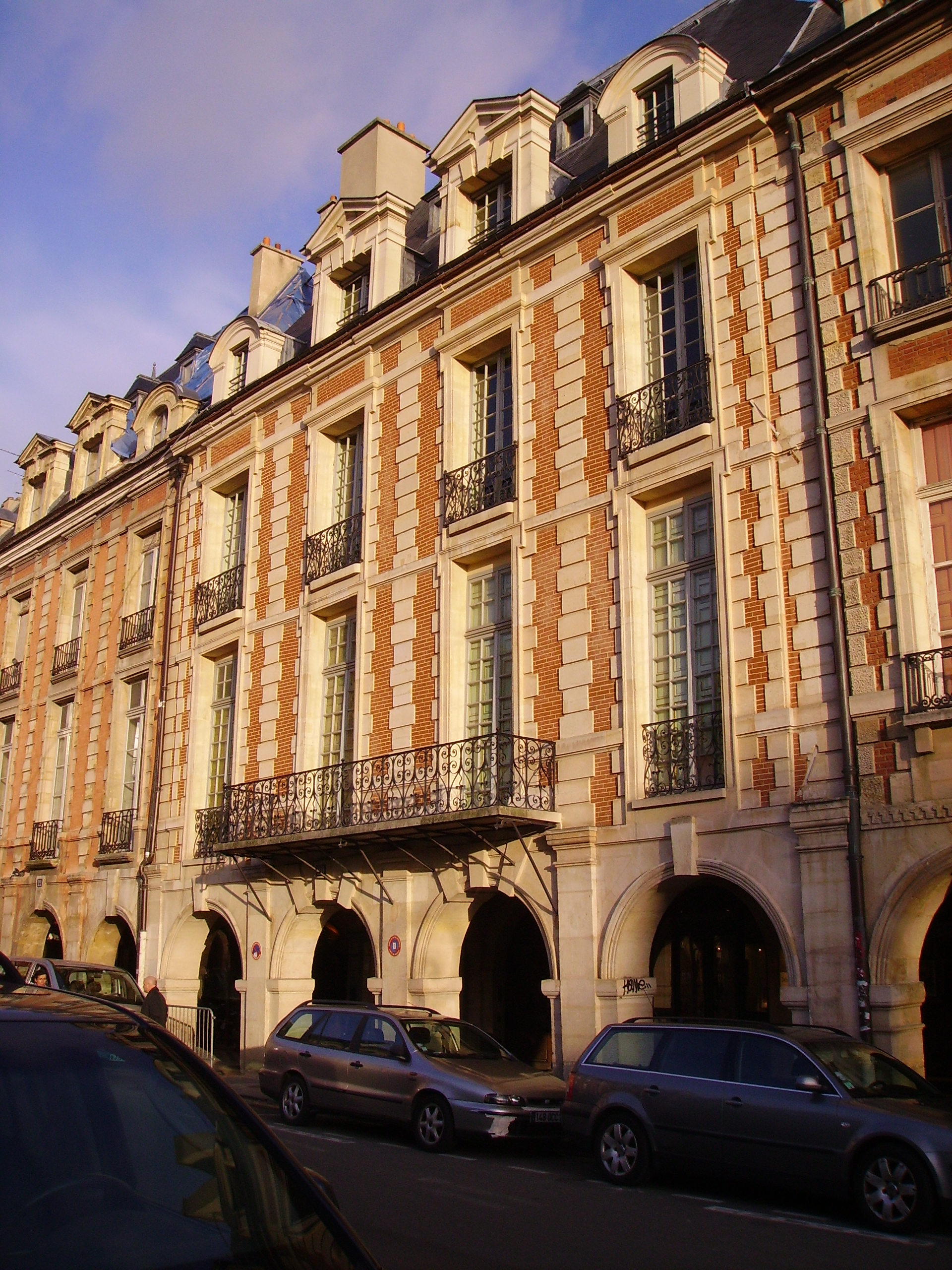
Hôtel d'Angennes de Rambouillet

Hôtel d'Angennes de Rambouillet je městský palác v Paříži. Nachází se v historické čtvrti Marais na náměstí Place des Vosges. Palác je v soukromém vlastnictví.

## Umístění
Hôtel d'Angennes de Rambouillet má číslo 20 na náměstí Place des Vosges. Nachází se na východní straně náměstí ve 4. obvodu.

## Historie
Palác vznikl na parcele, kterou v roce 1605 získal Nicolas d'Angennes markýz de Rambouillet. V roce 1643 přešel dům na Gasparda II. de Fiebert, po jeho smrti 1660 připadl dceři Louise.
Části paláce (fasáda, střechy, podloubí a schodiště) jsou od roku 1955 chráněny jako historická památka.